# Class 455
 (avril 2022).
Si vous disposez d'ouvrages ou d'articles de référence ou si vous connaissez des sites web de qualité traitant du thème abordé ici, merci de compléter l'article en donnant les références utiles à sa vérifiabilité et en les liant à la section « Notes et références ».
Pour les articles homonymes, voir Class.
La Class 455 est une série de rames automotrices électriques de banlieue britanniques conçues pour être utilisées dans le sud de l'Angleterre en desservant les arrêts variés à un rythme correct sans grande vitesse de pointe. Pour remplacer les unités obsolètes, un total de 137 exemplaires et 505 caisses construites par British Rail Engineering Limited (BREL) au début des années 1980 a été produit.
Les Class 455 étaient exploitées par les concessions ferroviaires British rail, Network South East, Connex South Central et South West Trains au début de leurs carrières et sont en 2017 utilisées par Southern (depuis 2001) et South Western Railway (depuis le 20 août 2017) l'ensemble de la flotte a depuis subi une lourde rénovation à la suite des transferts à Southern et SWR.
La Class 455 fait partie de la famille de trains Mark 3 & Brel York Pep qui comprend également les classes 150, 210, 313, 314, 315, 317, 318, 319, 320, 321, 322, 442, 456
Ces unités font partie des automotrices les plus emblématiques du réseau londonien.

## Description
Les Class 455/8 étaient la première série d'automotrices de la série 455 à avoir été livrée à partir de 1982. Au début de sa mise en service la série était classée dans la catégorie 510, cependant, comme le système de commande du hacheur à l'époque n'était pas considéré comme suffisamment robuste pour le troisième rail du sud, la série a par la suite été équipée d'arbres à cames d'occasion; après cette intégration elles ont été nommées Class 455.
Un total de 505 véhicules ont été construits dans les usines de fabrication de wagons de Holgate Road par British Rail Engineering Limited (BREL) entre 1982 et 1985, 23 remorques existantes de la class 508 similaire ont été intégrées aux Class 455 pour former 137 wagons de 4 voitures.
Il y avait trois lots de Class 455, tous composés de quatre voitures : des chariots à chaque extrémité, un véhicule intermédiaire et un véhicule intermédiaire motorisé (alimenté en 185 kW transportés sur les bogies du véhicule MSO, certains récupérés de class 405), tous construits à l'origine à la disposition standard des sièges de 3+2 avec 316 sièges.
La description technique est formée comme suit : DTSO + MSO + TSO + DTSO.

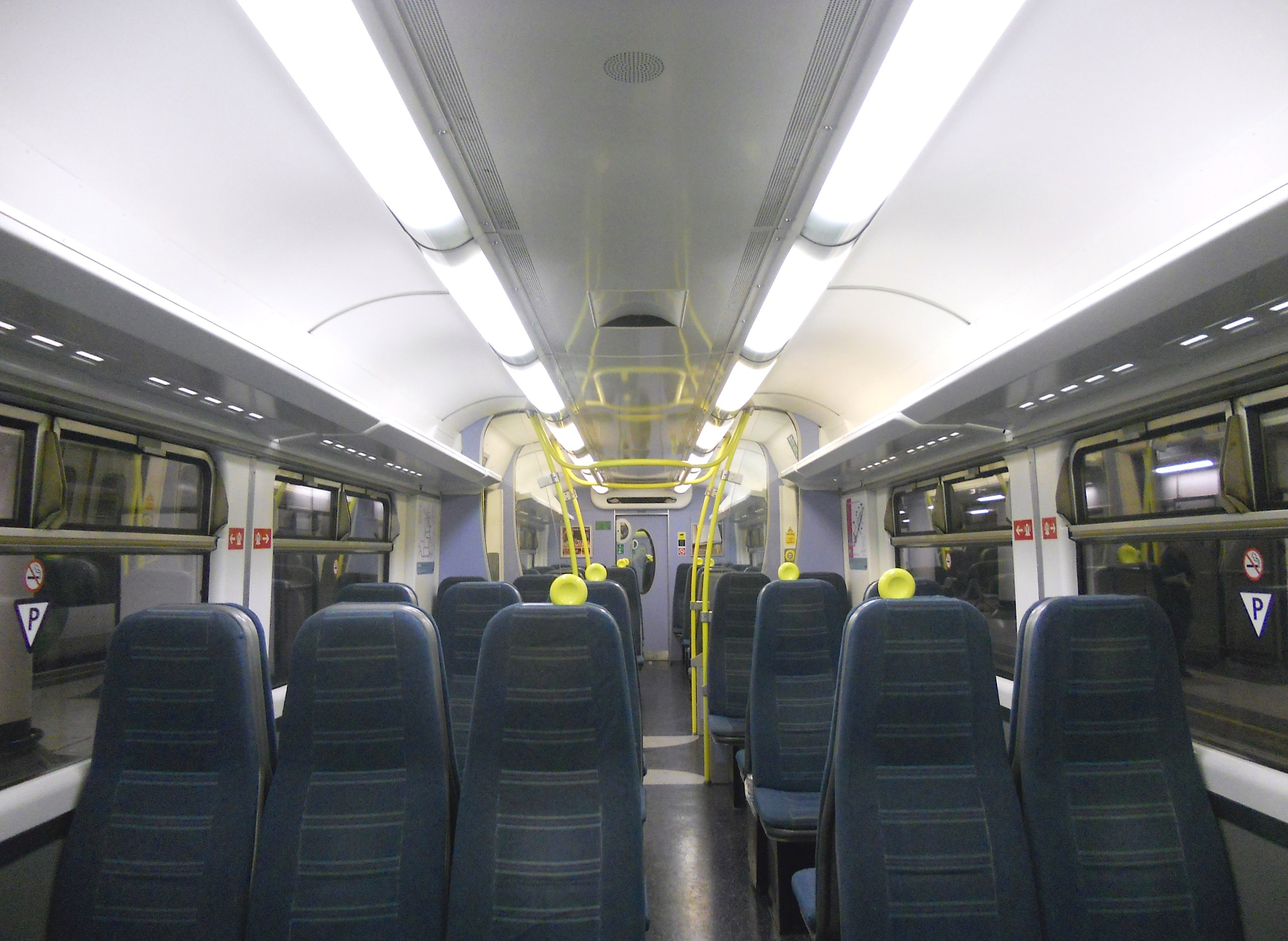
L'intérieur d'une voiture MSO de Southern ; la disposition des sièges est 3x2
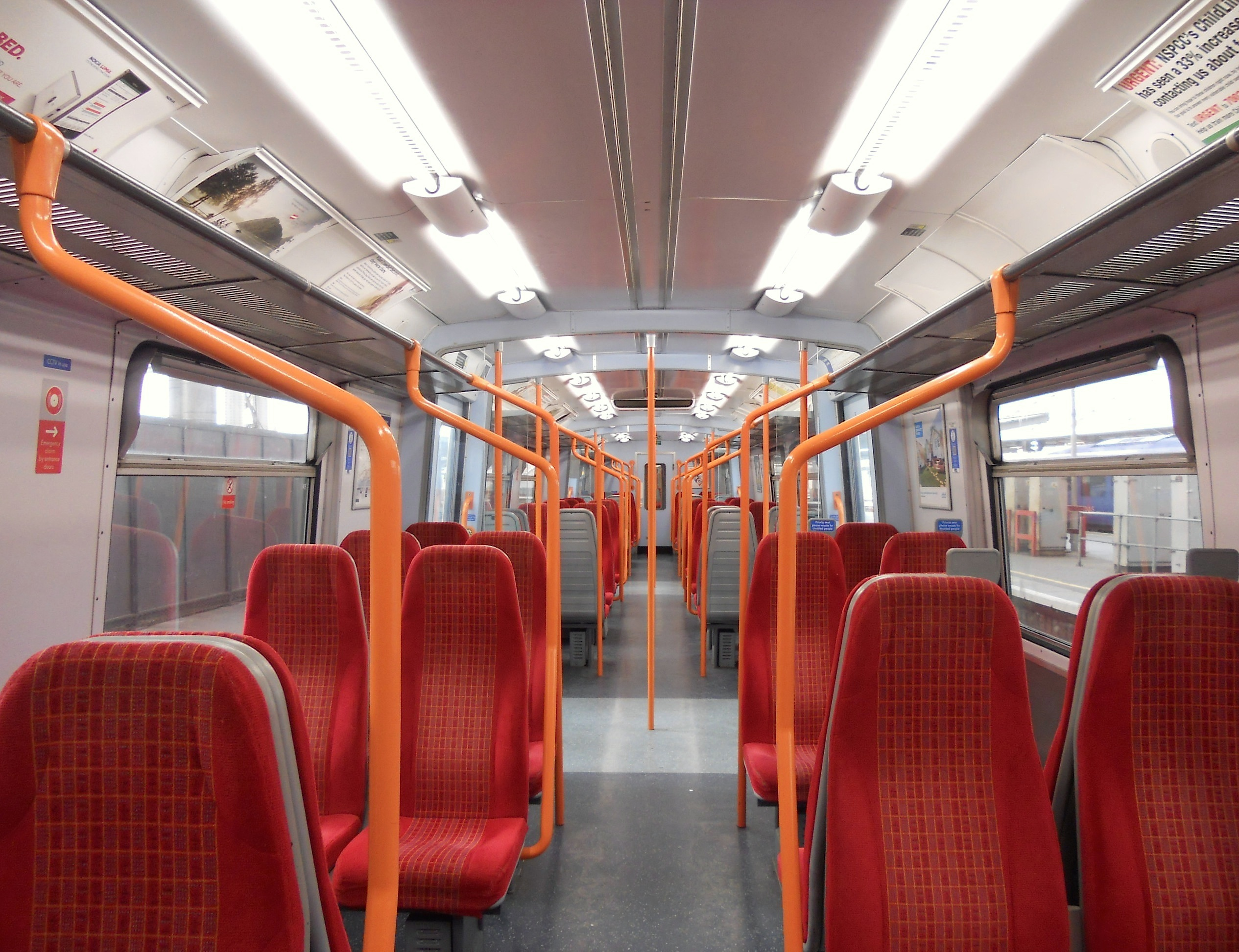
L'intérieur d'une voiture TSO de South West Trains ; la disposition des sièges est 2x2

Les Class 455 ont la même carrosserie que les Class 317 et 318, mais comme ils ont été conçus pour les services de banlieue, ils ne disposent pas de sièges, de climatisation ou de toilettes de première classe et sont limités à 120 km/h. Comme les class 317/318, ainsi que la class diesel 150, elles sont basées sur la British Rail Mark 3, avec une construction en acier, contrairement aux class 313, 314, 315 et 508 qui ont un corps en alliage d'aluminium.
À la base la Class 455 devait être une version troisième rail 750V CC de la Class 317 à cause de leur apparence similaire et le fait qu'elles soient de la même famille.

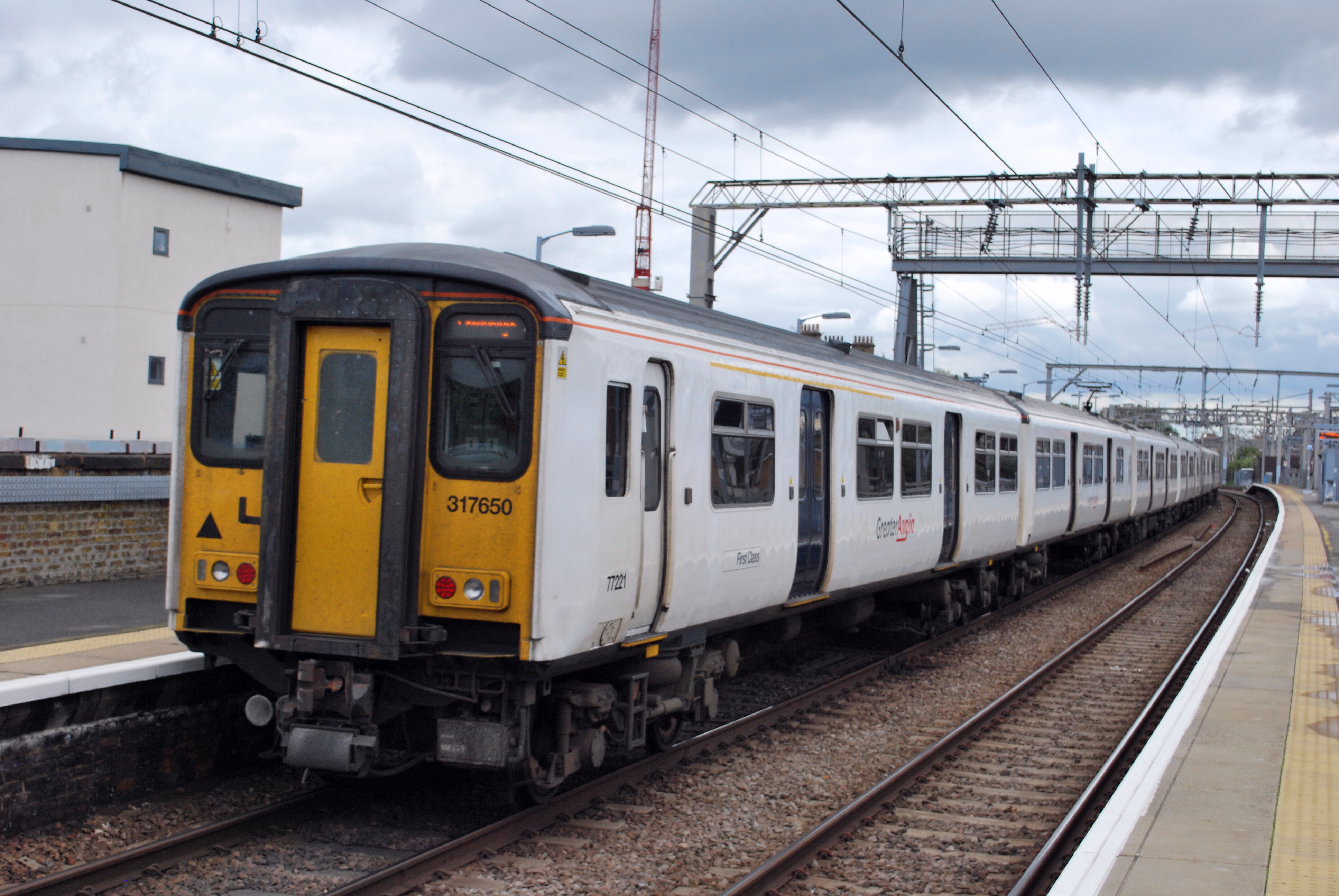
La Class 317 équipée d'un pantographe avec une puissance électrique de 25kV 50 Hz AC exploitée par Greater Anglia et London Overgound
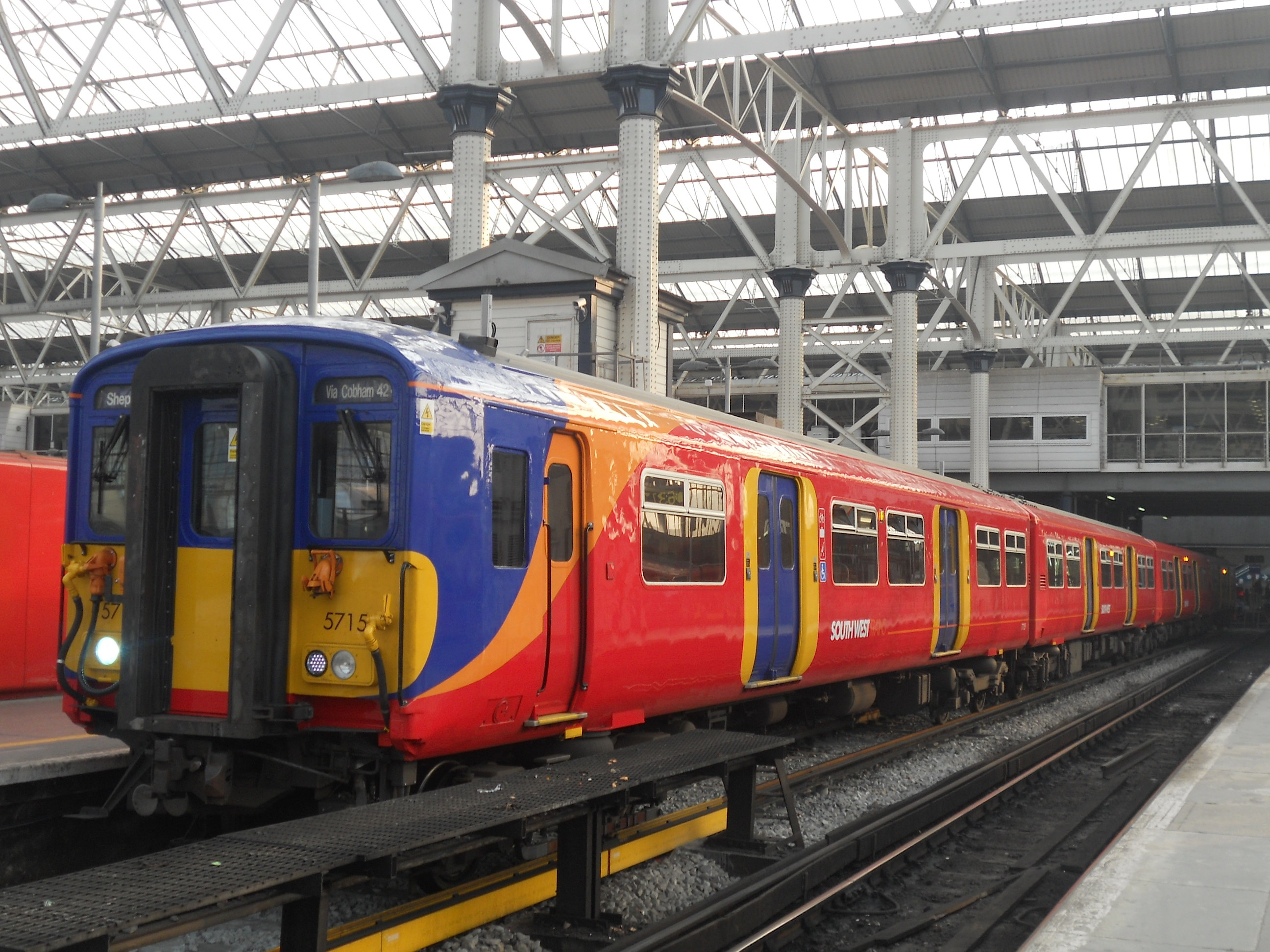
La Class 455 fonctionnant via le troisième rail à 750V CC exploité par South Western Railway et Southern

### Class 455/7
Les Class 455/7 ont été construites en 1984/85. Il y a 43 unités de quatre voitures, toutes attribuées à South Western Railway au dépôt de Wimbledon. Ils diffèrent des 455/8 en ce qui concerne l'avant révisé (les klaxons d'air déplacés à côté du coupleur et les groupes de projecteurs révisés) qui ont été utilisés plus tard sur les Class 317/2 et 318.
Les 455/7 se distinguent facilement des 455/8 puisque chaque voiture TSO est prise d'une Class 508 et a un profil sensiblement différent. Les Class 508 transférées à Merseyrail étaient à l'origine des trains à quatre voitures mais ont été réduites à trois voitures lors de leur transfert.

### Class 455/8
Commençant leur carrière en tant que Class 510, les Class 455/8 furent mises en service en 1982 pour remplacer les automotrices 4SUB et 4EPB vieillissantes. Les Class 455/8 faisaient partie du premier lot d'automotrices, livrées entre 1982 et 1984. Les 46 automotrices Southern furent affectées au dépôt de Stewarts Lane et les 28 affectées à South West Trains, au dépôt de Wimbledon.

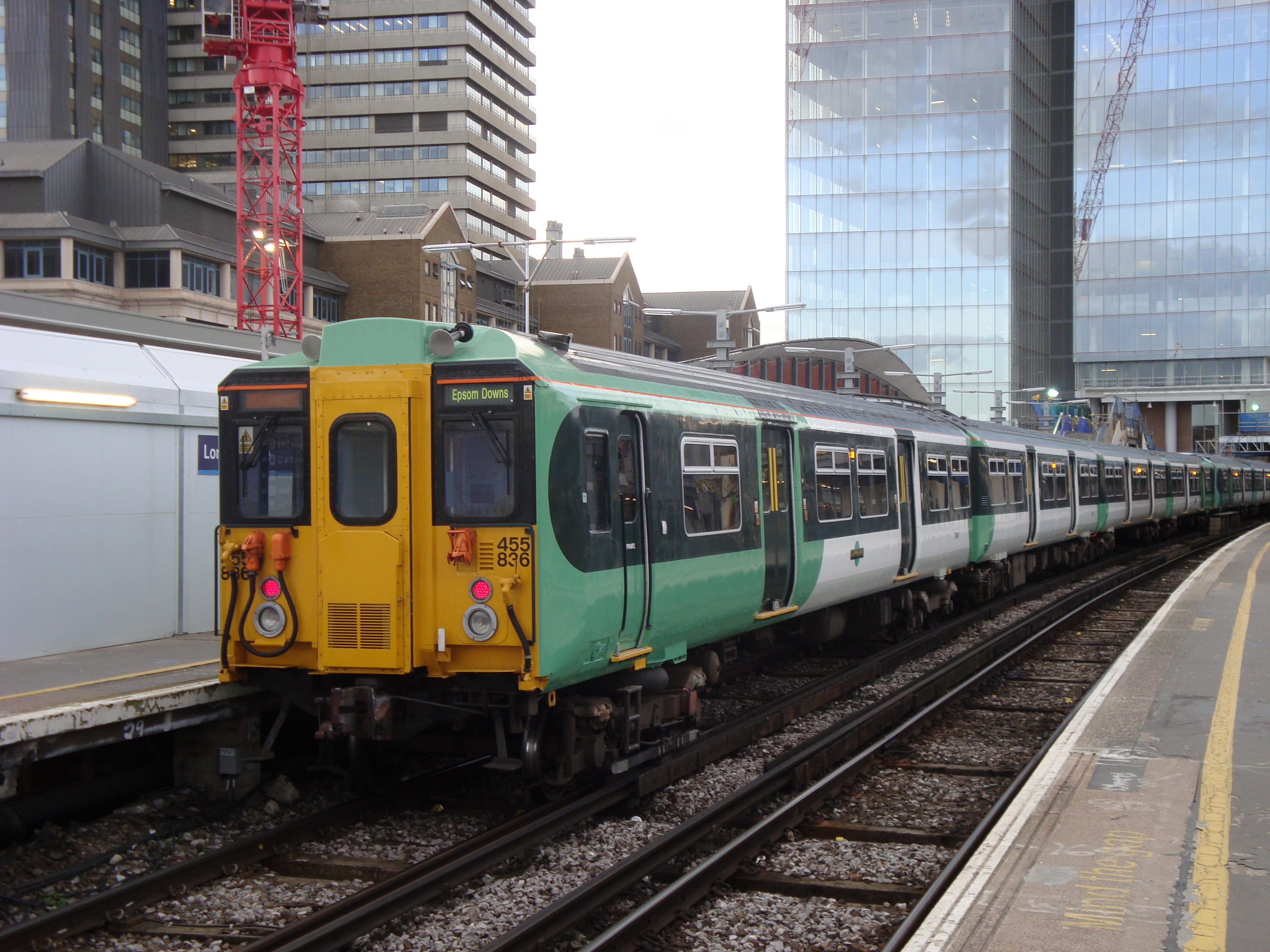
Class 455/8 de Southern
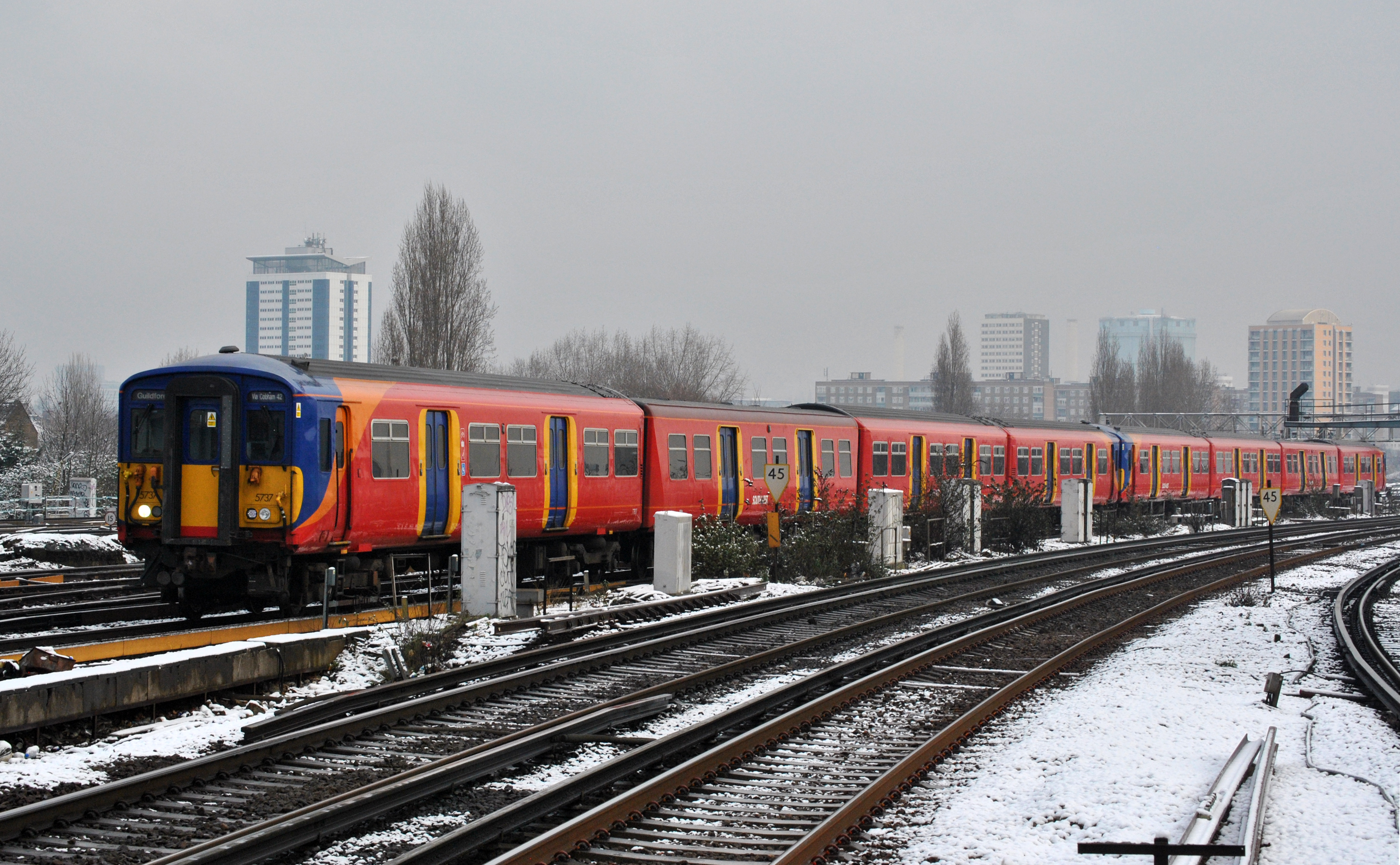
Class 455/8 de South West Trains

### Class 455/9
Les Class 455/9 ont été construites en 1985. Ces 20 unités sont toutes attribuées à South Western Railway au dépôt de Wimbledon.

## Histoire et exploitant

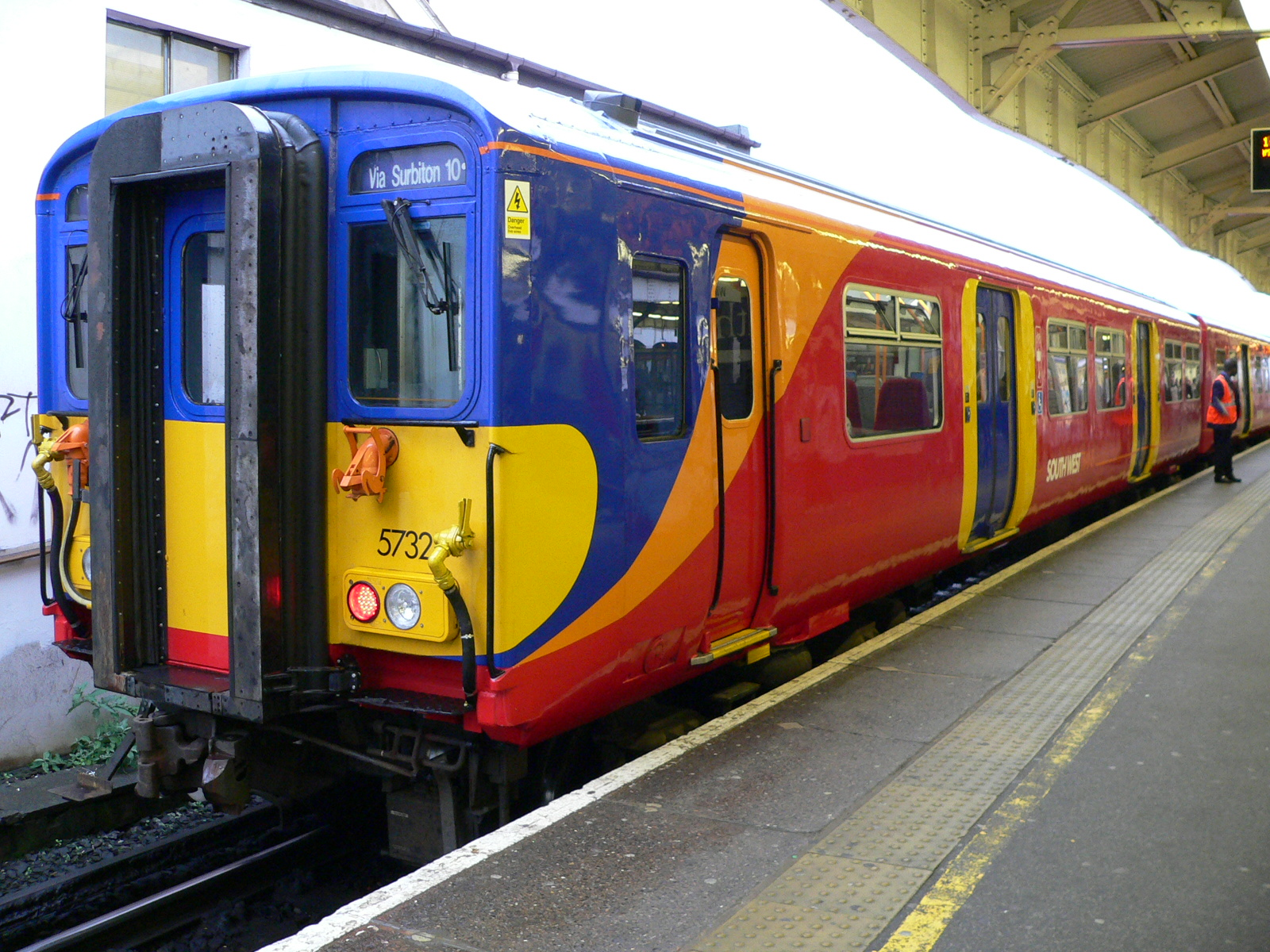
Le 24 octobre 2005, La Class 455 identifiée par le numéro 455732 du de South West Trains à la gare de Wimbledon.

### British Rail
Construites entre 1982 et 1985 dans le but de desservir la banlieue du Sud les Class 455 ont permis le retrait des Class 405 et 415, ainsi que le transfert des Class 508 vers le réseau de Merseyrail auquel elles étaient initialement destinées.
Les livraisons ont commencé en 1982 à Strawberry Hills, le premier service a eu lieu le 28 mars 1983. Toutes ont été initialement affectés au dépôt de Wimbledon dans les divisions du Centre et du Sud-Ouest.

### South West Trains et South Western Railway
En 1996 l'ensemble de la flotte a été muté a South West Trains (SWT). Depuis septembre 1996, SWT a commencé à modifier la livrée Network SouthEast avec une marque orange.
En novembre 2004, SWT a reçu la première unité rénovée par Bombardier et  Ashford. Les travaux ont consisté à remplacer les sièges par des sièges Grammar à dossier haut équipant la Class 450 en configuration 2+2, les portes ont été modifiées pour permettre l'ouverture des portes coulissantes et l'adoption d'une livrée principalement rouge. Le dernier a été achevé en mars 2008.

## Trains remplacés
La Class 455 a remplacé les unités suivantes :
| Nom du Train     | Modèle | Retrait | Notes |
| ---------------- | ------ | ------- | --- |
| Class 405 (4SUB) |        | 1983    | Elles ont été remplacées par les Class 455. Une rame a été préservée. |
| Class 415 (4EPB) |        | 1995    | Elles ont été remplacées par les Class 455, 456, 465 et 466. |
| Class 508        |        | 1982    | Elles ont été remplacées par les Class 455 dans le but de les transférer sur leur ligne d'origine "Merseyrail". En 2021 l'ensemble de la flotte roule sur le réseau Mersyrail. À la base la Class 508 est une rame à 4 caisses mais a été reconvertie à 3 après le transfert de leurs remorques à la Class 455 pour former un trains de 4 voitures. |

## Services assurés
En 2017 les 137 Class 455 circulent sur le réseau Sud et Sud-Ouest londonien.
| South Western Railway Suburban Service | London Waterloo ↔ Shepperton (partagé avec les Class 701) London Waterloo ↔ Hampton Court (partagé avec les Class 450 et 458) London Waterloo ↔ Woking London Waterloo ↔ London Waterloo via Hounslow London Waterloo ↔ London Waterloo via Strawberry hills London Waterloo ↔ Dorking London Waterloo ↔ Guildford via Oxshott ou Epsom London Waterloo ↔ Chessington South (partagé avec les Class 450 et 458) London Waterloo ↔ Windsor & Eton Riverside (partagé avec les Class 450 et 458) |

## Diagramme de la flotte

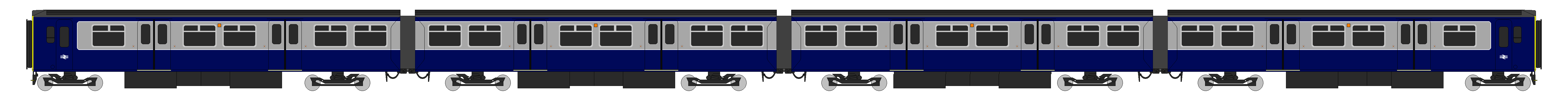
La Class 455/8 avec la livrée d'origine British rail (1982-1986)

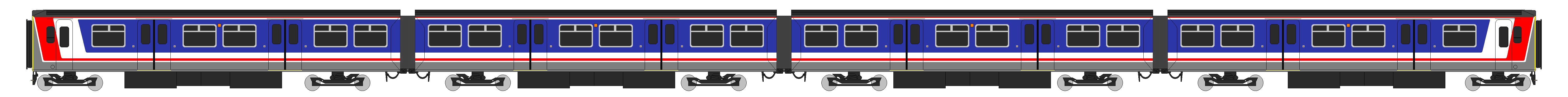
La Class 455/8 avec la livrée Network South East (1986-1996)

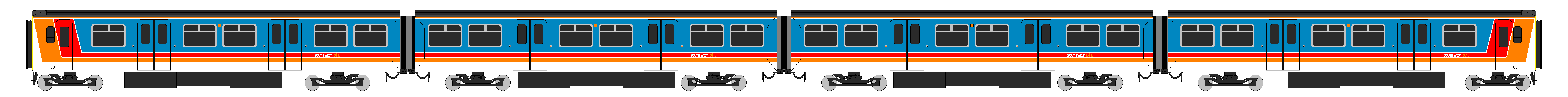
La Class 455/8 avec la livrée originale de South West Trains (1996-2004)

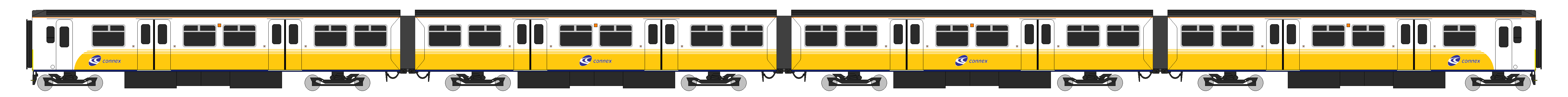
La Class 455/8 avec la livrée Connex South Central (1996-2001)

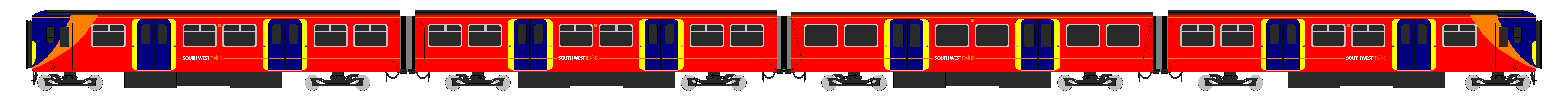
La Class 455/7 dans la livrée South West Trains après rénovation (2004-2017)

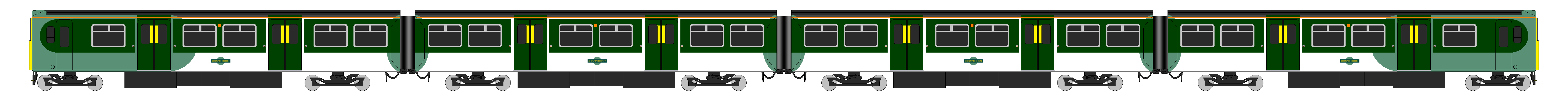
La Class 455/8 dans la livrée Southern (2000-Maintenant)

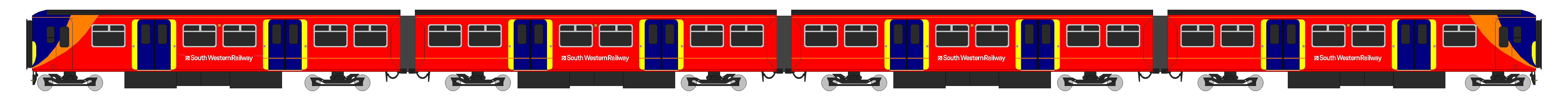
La Class 455/7 dans la livrée South Western Railway (2017-Maintenant)

## Détails de la flotte
| Nom du train | Exploitant            | Nombre de trains | Année de construction | Voitures par rames | Désignation                                    |
| ------------ | --------------------- | ---------------- | --------------------- | ------------------ | ---------------------------------------------- |
| Class 455/7  | South Western Railway | 43               | 1984-1985             | 4                  | 455701 - 455742, 455750                        |
| Class 455/7  | Radieé                | 6                | 1984-1985             | 4                  | 455704, 455722, 455725, 455726, 455736, 455740 |
| Class 455/8  | Radieé                | 48               | 1982-1984             | 4                  | 455801–455847, 455855                          |
| Class 455/8  | South Western Railway | 27               | 1982-1984             | 4                  | 455847 - 455874                                |
| Class 455/9  | South Western Railway | 12               | 1985                  | 4                  | 455901 - 455920                                |
| Class 455/9  | Stockée               | 3                | 1985                  | 4                  | 455902, 455905, 455909                         |
| Class 455/9  | Radieé                | 6                | 1985                  | 4                  | 455906-455907, 455912, 455916–455918           |